# بوریس کوزنتسوف (بازیکن فوتبال، زاده ۱۹۲۸)
بوریس کوزنتسوف (روسی: Борис Дмитриевич Кузнецов؛ ۱۴ ژوئیهٔ ۱۹۲۸ – ۳ دسامبر ۱۹۹۹) بازیکن فوتبال اهل اتحاد جماهیر شوروی سوسیالیستی بود.
از باشگاه‌هایی که در آن بازی کرده‌است می‌توان به باشگاه فوتبال دینامو مسکو اشاره کرد.
وی به‌همراه تیم ملی فوتبال شوروی به مقام قهرمانی فوتبال در بازی‌های المپیک تابستانی ۱۹۵۶ دست پیدا کرده‌است. 